# Portada/article febrer 5

## Cràter de Chicxulub
El cràter de Chicxulub (pronunciat tʃikʃuˈlub) és un antic cràter d'impacte enterrat sota la península del Yucatán, a Mèxic. El seu centre es troba a prop de la població de Chicxulub, a la qual deu el nom el cràter – la traducció aproximada del nom maia és "la cua del diable". El cràter mesura més de 180 quilòmetres de diàmetre, formant una de les estructures d'impacte més gran del món; el bòlid que formà el cràter mesurava almenys deu quilòmetres de diàmetre.
El cràter fou descobert per Glen Penfield, un geofísic que havia estat treballant al Yucatán a la recerca de petroli a finals de la dècada del 1970.